# 第21回全日本女子ユース (U-18)サッカー選手権大会
JOCジュニアオリンピック 第21回全日本女子ユース (U-18)サッカー選手権大会は、2018年1月3日から1月7日にかけて開催された、第21回目の全日本女子ユース (U-18)サッカー選手権大会である。ジェフユナイテッド市原・千葉レディースU-18が初優勝を果たした。

## 参加チーム
| - 北海道（1） - クラブフィールズ・リンダ - 東北（1） - 秋田L.F.C. - 関東（4） - 日テレ・メニーナ - ジェフユナイテッド市原・千葉レディースU-18 - 浦和レッドダイヤモンズレディースユース - スフィーダ世田谷FCユース - 北信越（1） - アルビレックス新潟レディースU-18 - 東海（2） - 名古屋フットボールクラブ ルミナス - 伊賀FCくノ一サテライト | - 関西（3） - セレッソ大阪堺ガールズ - INAC神戸レオンチーナ - FCヴィートリア - 中国（1） - アンジュヴィオレ広島U-18 - 四国（1） - FC今治ひうちレディース - 九州（2） - ヴィクサーレ沖縄FCナビィータU-18 - 大分トリニータレディース |

## 日程・結果

### 1回戦
| #1 | 2018年1月3日 9:30 |

| セレッソ大阪堺ガールズ                                | 4 - 0          | アンジュヴィオレ広島U-18 |
| 野島咲良 23分, 32分 · 善積わらい 29分 · 木戸梨聖 68分 | 公式記録 (PDF) |                          |

| J-GREEN堺 S3 |

| #2 | 2018年1月3日 9:30 |

| スフィーダ世田谷FCユース                            | 4 - 1          | 大分トリニータレディース |
| 片寄優 31分 · 伊藤綾花 35分, 61分 · 砂原真理奈 54分 | 公式記録 (PDF) | 西元美羽 69分            |

| J-GREEN堺 S5 |

| #3 | 2018年1月3日 11:10 |

| FCヴィトーリア | 0 - 6          | アルビレックス新潟レディースU-18                                                      |
|                | 公式記録 (PDF) | 熊倉彩華 22分 · 白井ひめ乃 42分 · 中江萌 43分 · 阿部文音 69分, 78分 · 堀内香歩 80+1分 |

| J-GREEN堺 S2 |

| #4 | 2018年1月3日 11:10 |

| 伊賀FCくノ一サテライト | 0 - 10         | 浦和レッドダイヤモンズレディースユース                                                                                              |
|                        | 公式記録 (PDF) | 高山のはら 6分 · 井戸ケイト 7分, 40分 · 高橋はな 15分 · 小嶋星良 21分, 64分 · 大西若菜 71分 · 髙橋美紀 72分 · 島田芽依 77分, 80+1分 |

| J-GREEN堺 S4 |

| #5 | 2018年1月3日 12:50 |

| ジェフユナイテッド市原・千葉レディースU-18                                                                                             | 10 - 1         | 秋田L.F.C.    |
| 大澤春花 9分, 16分 · 椎野彩香 14分 · 中尾萌々 21分 · 堀越柚衣 41分, 51分 · 曽根七海 54分 · 大熊環 68分 · 北村美羽 76分 · 高橋彩 80+2分 | 公式記録 (PDF) | 石黒彩乃 15分 |

| J-GREEN堺 S3 |

| #6 | 2018年1月3日 12:50 |

| ヴィクサーレ沖縄FCナビィータU-18 | 2 - 0          | クラブフィールズ・リンダ |
| 牧志妃菜 41分 · 鈴木愛理沙 78分  | 公式記録 (PDF) |                          |

| J-GREEN堺 S5 |

| #7 | 2018年1月3日 14:30 |

| FC今治ひうちレディース | 1 - 3          | 名古屋フットボールクラブ ルミナス   |
| 川﨑和音 25分          | 公式記録 (PDF) | 村井里帆 32分, 61分 · 田淵結子 50分 |

| J-GREEN堺 S2 |

| #8 | 2018年1月3日 14:30 |

| INAC神戸レオンチーナ | 0 - 4          | 日テレ・メニーナ                                    |
|                      | 公式記録 (PDF) | 山本柚月 22分 · 植木理子 58分, 67分 · 岩崎心南 59分 |

| J-GREEN堺 S4 |

### 2回戦
| #9 | 2018年1月4日 11:00 |

| セレッソ大阪堺ガールズ                                     | 5 - 0          | スフィーダ世田谷FCユース |
| 宝田沙織 4分, 20分, 31分 · 野島咲良 36分 · 百濃実結香 56分 | 公式記録 (PDF) |                          |

| J-GREEN堺 S2 |

| #10 | 2018年1月4日 11:00 |

| アルビレックス新潟レディースU-18 | 0 - 4          | 浦和レッドダイヤモンズレディースユース             |
|                                  | 公式記録 (PDF) | 大西若菜 7分 · 三浦晴香 57分, 64分 · 小嶋星良 59分 |

| J-GREEN堺 S5 |

| #11 | 2018年1月4日 13:30 |

| ジェフユナイテッド市原・千葉レディースU-18                                | 6 - 0          | ヴィクサーレ沖縄FCナビィータU-18 |
| 市瀬千里 10分, 53分, 66分 · 大澤春花 40分 · 椎野彩香 49分 · 今村瑞月 75分 | 公式記録 (PDF) |                                  |

| J-GREEN堺 S2 |

| #12 | 2018年1月4日 13:30 |

| 名古屋フットボールクラブ ルミナス | 0 - 6          | 日テレ・メニーナ                                              |
|                                   | 公式記録 (PDF) | 坂部幸菜 2分 · 山本柚月 3分, 27分 · 植木理子 58分, 64分, 76分 |

| J-GREEN堺 S5 |

### 準決勝
| #13 | 2018年1月6日 11:00 |

| セレッソ大阪堺ガールズ                                                  | 0 - 0          | 浦和レッドダイヤモンズレディースユース                                        |
|                                                                         | 公式記録 (PDF) |                                                                               |
|                                                                         | PK戦           |                                                                               |
| 筒井梨香 野島咲良 矢形海優 脇阪麗奈 宝田沙織 井上陽菜 森中陽菜 田中智子 | 7 - 6          | 高橋はな 三浦晴香 一法師央佳 木村果奈未 小嶋星良 井之川茉優 福田莉子 島﨑結希 |

| J-GREEN堺 S1 |

| #14 | 2018年1月6日 14:30 |

| ジェフユナイテッド市原・千葉レディースU-18                            | 1 - 1          | 日テレ・メニーナ                                                        |
| 大澤春花 67分                                                         | 公式記録 (PDF) | 土方麻椰 40分                                                           |
|                                                                       | PK戦           |                                                                         |
| 曽根七海 市瀬千里 藤代真帆 大澤春花 大熊環 松崎愛華 椎野彩香 中尾萌々 | 6 - 5          | 菅野奏音 船木和夏 伊藤彩羅 嶋中美帆 松田紫野 植木理子 山本柚月 木下桃香 |

| J-GREEN堺 S1 |

### 3位決定戦
| #15 | 2018年1月7日 11:00 |

| 浦和レッドダイヤモンズレディースユース | 0 - 3          | 日テレ・メニーナ                              |
|                                        | 公式記録 (PDF) | 山本柚月 28分 · 岩﨑心南 36分 · 土方麻椰 54分 |

| J-GREEN堺 S1 |

### 決勝
| #16 | 2018年1月7日 13:30 |

| セレッソ大阪堺ガールズ | 0 - 1          | ジェフユナイテッド市原・千葉レディースU-18 |
|                        | 公式記録 (PDF) | 今村瑞月 29分                              |

| J-GREEN堺 S1 |